# Fontana dei Papiri

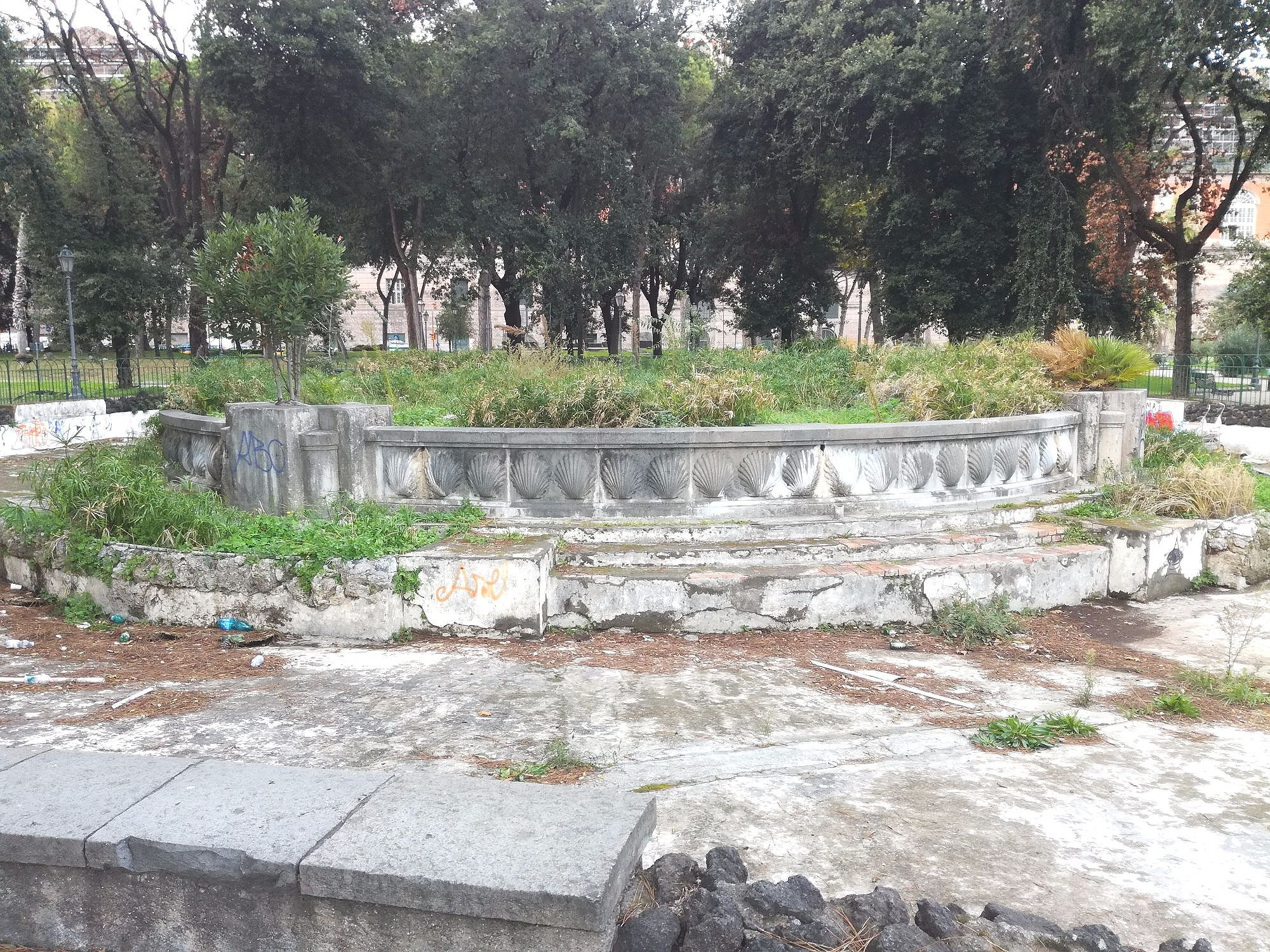
Scorcio della fontana (in cattivo stato di conservazione)

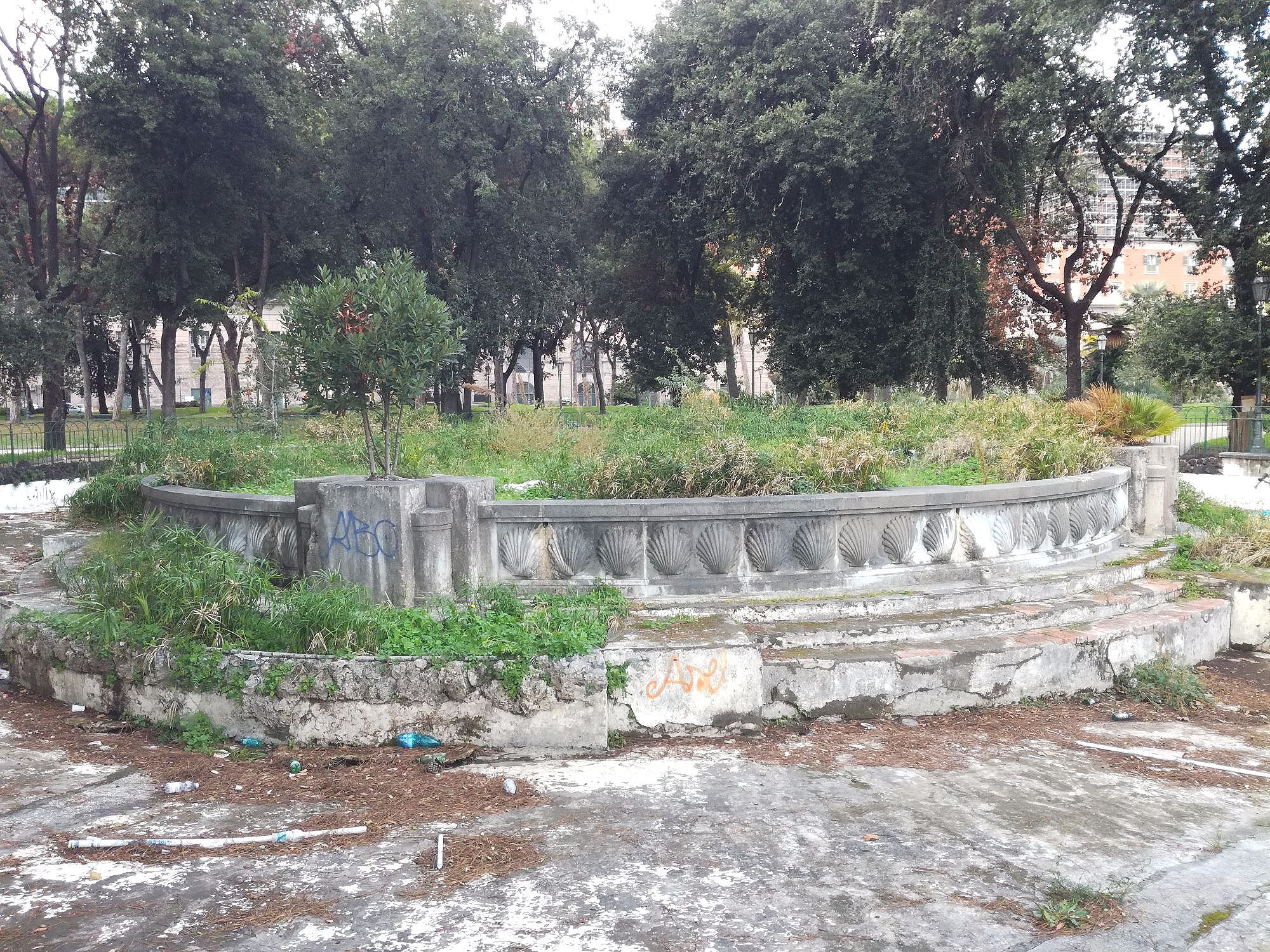
Particolare delle sculture a bassorilievo

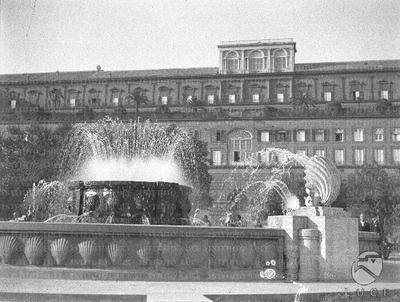
La fontana in funzione prima del 1946

La fontana dei Papiri (in origine fontana delle Conchiglie) è la seconda fontana più vasta di Napoli, dopo la fontana dell'Esedra, situata all'interno dei giardini del Molosiglio in via Acton.

## Storia e descrizione
La fontana fu progettata da Domenico Angeloni nel 1938. Fu costruita in occasione della sistemazione della zona (che riguardò anche l'inaugurazione della nuova galleria Vittoria) e per la visita in città da parte di Hitler. 
La fontana fu realizzata composta da una bassa vasca irregolare in piperno, con quattro pilastrini in pietra che dividono in diciannove gruppi le sculture a bassorilievo raffiguranti conchiglie, contenente al suo interno una seconda vasca più piccola, decorata come la prima. Per le decorazioni la fontana fu denominata delle Conchiglie. La seconda vasca fu in seguito rimossa per costituire fontana a sé (quella oggi conosciuta appunto come fontana delle Conchiglie). In sua sostituzione fu posta un'aiuola con piante di papiri, da cui il nuovo nome, anch'essa successivamente scomparsa.
L'opera, nonostante rappresenti un bell'esempio d'arte del '900 e nonostante sia la seconda fontana per estensione della città, dopo la fontana dell'Esedra, attualmente risulta in cattivo stato di conservazione. Per molto tempo è diventata un ricettacolo di spazzatura e clochard. Nel maggio 2012, dopo un anno e mezzo di lavori, c'è stata l'inaugurazione dei nuovi giardini del Molosiglio che ha visto anche la presenza del sindaco Luigi De Magistris. La fontana, rientrando in questi programmi, dovrebbe nei prossimi mesi ritornare al suo antico splendore.